# Los Alamos
För andra betydelser, se Los Alamos (olika betydelser).

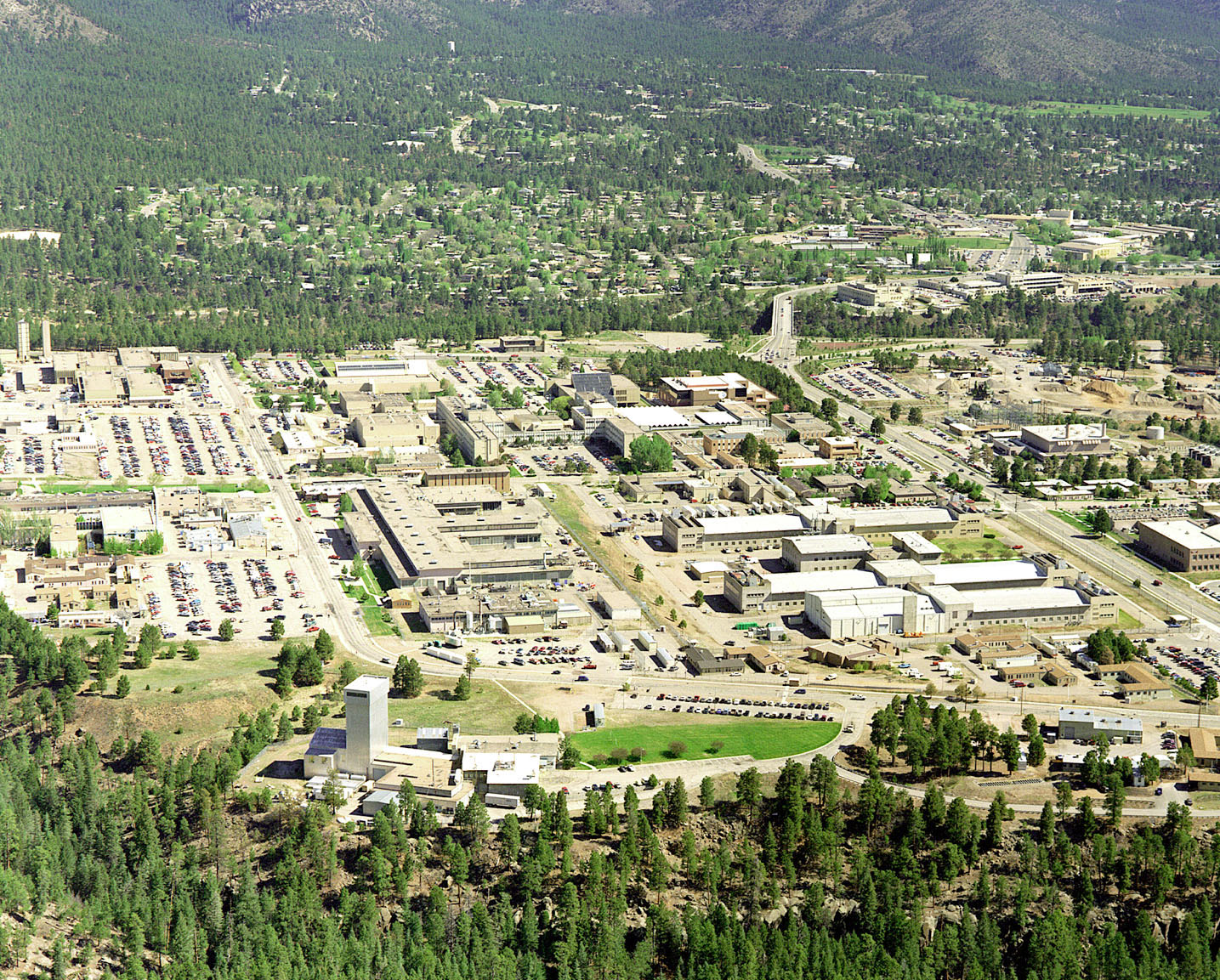
Översiktsbild av Los Alamos. I förgrunden syns Los Alamos National Laboratory och bortom bron, som går över en djup canyon, finns själva staden. De centrala delarna av Los Alamos ligger till höger utanför bilden, ute på en mesa.

Los Alamos är en stad i den amerikanska delstaten New Mexico med en yta av 28,1 km² och en befolkning som uppgår till cirka 12 000 invånare (2000). 
Staden är belägen i den centrala delen av delstaten cirka 40 km nordväst om huvudstaden Santa Fe och på drygt 2000 m över havet i Jemez Mountains. I staden finns Los Alamos National Laboratory (LANL) som grundades 1943 för att genomföra Manhattanprojektet och fortfarande är den överlägset största arbetsgivaren. Utbildningsnivån är hög; det sägs att Los Alamos är den stad i världen som har högst antal filosofie doktorer, PhD, per invånare.

## Historia
I Los Alamos fanns det länge inget annat än en internatskola för pojkar, men ensligheten och avskildheten blev en tillgång som lockade den amerikanska militären när den 1942 valde platsen för Manhattanprojektet. Det var lätt att kontrollera all trafik som kom och gick och det fanns gott om platser att utföra farliga experiment på. När fysiker och annan personal anlände växte staden snabbt för att kunna härbärgera även deras familjer. 
Efter kriget blev laboratoriet, Los Alamos National Laboratory, kvar och administrerades fram till 2006 av University of California. Även många av människorna blev kvar och de har hållit staden levande.
Los Alamos är bygd på Pajarito-platån mellan White Rock Canyon och Valles Caldera. Området där staden ligger kallas för en mesa.
De första inbyggarna på platån tros vara keresan-talande indianer under 900-talet. Omkring år 1300 invandrade indianer av tewa-folket, som byggde stora städer. Men de drevs bort genom räder av navajer och apacher.

## För besökare
På Bradbury Science Museum kan man följa historien om atombomben fram till idag och de visar upp kopior av de första bomberna. 
I bergen ovan staden finns rekreationsområden med långa vandringsleder och en skidanläggning. Bergen och de branta canyonsidorna erbjuder stora utmaningar för bergsklättrare.
I närheten finns även Bandelier National Monument med lämningar av cliff dwellers.

## Demografi
Befolkningen är till övervägande del, cirka 90 procent, vit. Endast cirka 12 procent av befolkningen är av spanskt ursprung, vilket är lågt för New Mexico. Medianinkomsten för en familj i staden är cirka 600 000 SEK/år. Av befolkningen lever cirka 3,5 procent under fattigdomsgränsen. 